# Laser run
El laser run (también denominado laser-run) es un deporte individual que combina dos disciplinas deportivas: carrera a pie y tiro deportivo con una pistola láser. El laser run también es la última prueba en el pentatlón moderno, donde una vez se llamó combinado.

## Modalidades
El Laser run es una competición en la que los deportistas deben completar varias vueltas a un circuito de carreras de fondo y varias sesiones de tiro con pistola láser. Es un evento comparable al biatlón.
Dependiendo de las categorías de edad, el número de repeticiones y las distancias varían. El requisito más alto es 3000 metros en un recorrido de 600 metros interrumpido por cuatro paradas en un campo de tiro.
En la ronda de tiro los atletas disparan a una sola mano con una pistola láser a una diana electrónica con un único objetivo negro y un diámetro de 59,5 mm. Hay cinco indicadores lámparas verde o rojo. Debe acertar cinco veces en la diana lo más rápidamente posible con un número ilimitado de disparos en un tiempo máximo de 50 segundos.
De 2015 a 2021, las distancias de carrera fueron de 200, 400 y 800 m. La distancia más larga fue de 3200 metros.

## Principales Competiciones
El principal evento de este deporte es el Campeonato Mundial, cuya primera edición se celebró en 2015 en Perpiñán. También está el Laser Run City Tour con eventos en diferentes ciudades del mundo.
Además, la carrera con láser fue un deporte de demostración en los Juegos Urbanos Mundiales (World Urban Games) de 2019 en Budapest y formó parte de los Juegos del Sudeste Asiático de 2019.
| Edición   | Año  | Sede            | País        |
| --------- | ---- | --------------- | ----------- |
| 1         | 2015 | Perpiñán        | Francia     |
| 2         | 2016 | Lisboa          | Portugal    |
| 3         | 2017 | Ciudad del Cabo | Sudáfrica   |
| 4         | 2018 | Dublín          | Irlanda     |
| 5         | 2019 | Budapest        | Hungría     |
| Cancelado | 2020 | Xiamen          | China       |
| 6         | 2021 | El Cairo        | Egipto      |
| 7         | 2022 | Lisboa          | Portugal    |
| 8         | 2023 | Bath            | Reino Unido |
| 9         | 2024 | Zhengzhou       | China       |